# Marxisme

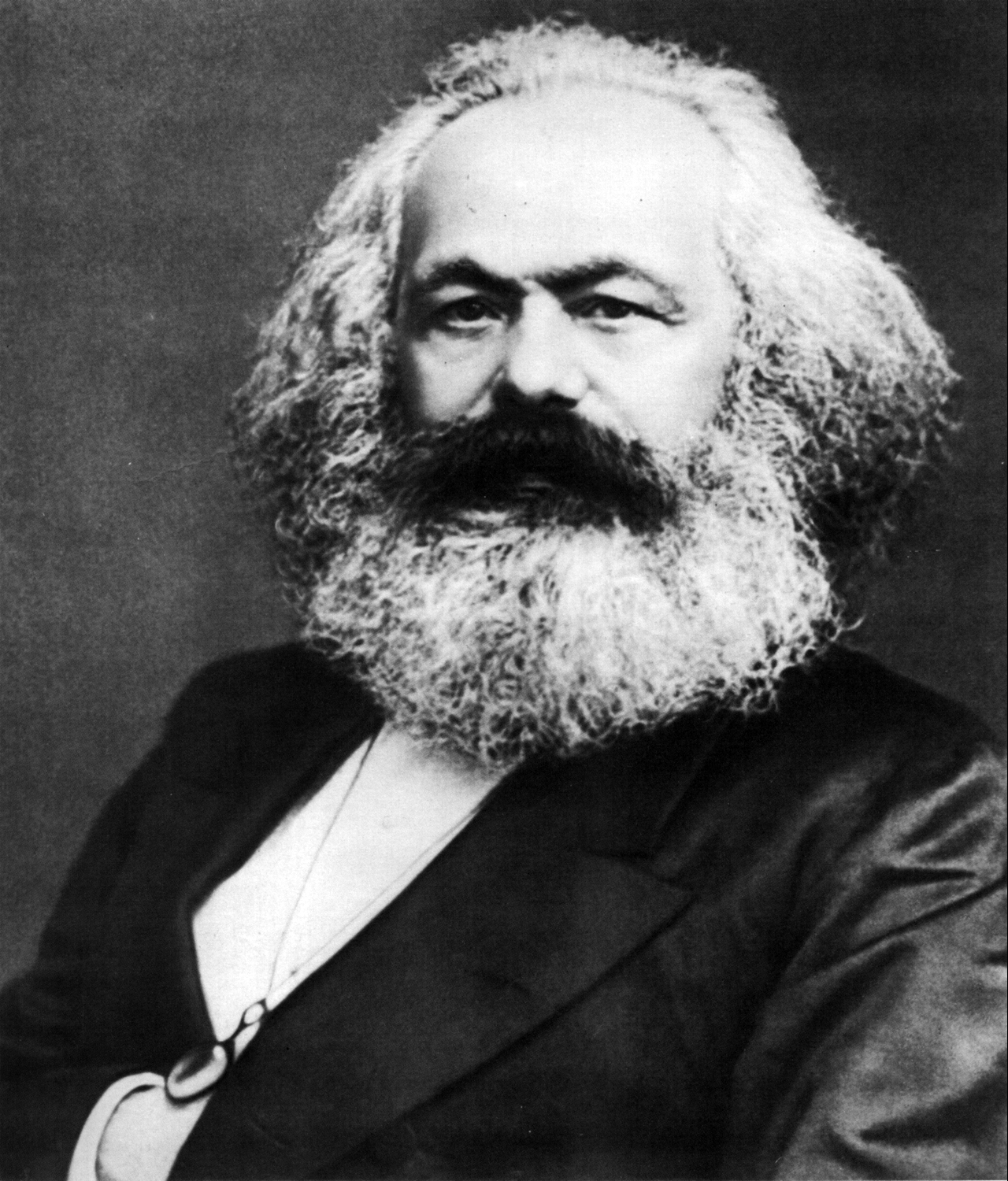
Karl Marx

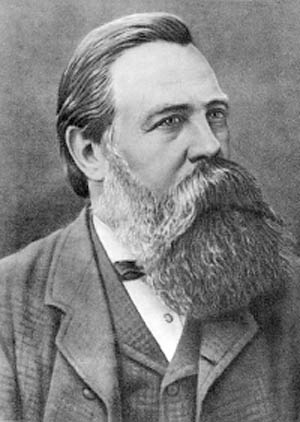
Friedrich Engels

El marxisme és el conjunt de doctrines polítiques, econòmiques i filosòfiques encunyades pels pensadors alemanys Karl Marx i Friedrich Engels. La multitud d'aspectes que aquesta comprèn fa que pràcticament no existeixi branca de les ciències humanes sense la seva escola de pensament marxista. L'anàlisi marxista es caracteritza per un enfocament materialista i dialèctic del món. L'aplicació d'aquesta doctrina en el camp del Socialisme inicià un nou corrent ideològic anomenat socialisme marxista, que cresqué durant tota la segona meitat del segle xix i s'anà situant al poder al llarg del segle xx, tant a través de les seves múltiples versions socialdemòcrates com comunistes.

## Arrels hegelianes: marxisme, història i societat
El marxisme té com a element central de les seves construccions la filosofia i metodologia dialèctica de Hegel, fortament historicistes i deterministes, segons les quals no creem les idees que tenim, sinó que aquestes són una conseqüència de les anteriors. Cada corrent de pensament surt en resposta (en oposició) a les contradiccions de l'anterior, i es forma així una tesi i una antítesi, de les quals ha de sorgir una síntesi.
Karl Marx aplica aquesta teoria al camp social i l'adapta al materialisme, de forma que en comptes que les idees formin les condicions materials, això sigui a la inversa: els marxistes opinen que és el món material el que condiciona les idees, i que les contradiccions d'aquestes són reflex de les contradiccions materials.
Així, sorgeix un mètode d'interpretació de la història, l'anomenat materialisme històric, segons el qual el desenvolupament de les forces productives és el fonament de les diferents fases històriques per les quals ha passat la humanitat, sobre el qual es desenvolupa la lluita de classes. Les persones, segons la seva posició dins les relacions socials de producció, formen diferents classes socials, amb interessos diferents i, a vegades, contraposats que s'expressen en la lluita de classes, que és el veritable motor del procés històric.
L'anàlisi de les classes socials, els seus interessos materials i les relacions d'explotació permeten no solament una anàlisi de la història, sinó la creació de tota una sociologia que permet interpretar el present i intervenir, de manera conscient, en l'organització del futur.
Sota aquest esquema analític, es realitza una primera "teoria del desenvolupament" que identifica totes les fases històriques de la humanitat:
- El comunisme primitiu, que formaven les tribus de caçadors-recol·lectors.
- La societat esclavista, on una classe era propietària de l'altra i l'obligava a treballar.
- El feudalisme, on una classe camperola era lligada a les terres d'un senyor que, a canvi, els oferia protecció militar.
- El capitalisme, fase contemporània a Marx, on la classe privilegiada és propietària dels mitjans de producció, la qual cosa obliga l'altra a vendre la seva força de treball bruta per sobreviure. D'aquesta manera, els capitalistes obtenen una plusvàlua que els permet incrementar el seu benefici i acumular més capital.
- La fase socialista, que hauria d'aparèixer quan la classe dominada al capitalisme, el proletariat, es revolti contra el sistema i aconsegueixi la conquesta de l'Estat i la socialització dels mitjans de producció.
- Retorn al comunisme, una vegada superada la fase de transició socialista.

Tanmateix, els incisos fets pel mateix Marx sobre el mètode de producció asiàtic posen en dubte aquest esquema del desenvolupament, ja que es reconeixen especificitats culturals. Això és la causa que gran part dels marxistes actuals considerin que la lluita de classes (i amb ella la història) té un final obert; és, en conseqüència, una escletxa dins el determinisme històric marxista.
Tampoc falten els qui consideren impossible que, dins una lògica dialèctica, es pugui arribar a una situació final (la fase comunista), acusant Marx de contradictori i de crear mites amb finalitat propagandística.

## Marxisme i economia
Les tesis econòmiques de Marx es troben a la seva forma més perfeccionada dins la inacabada obra El Capital, obra magna del marxisme, on s'analitzen els mecanismes econòmics i socials de capitalisme, les seves contradiccions i el seu futur.
Per a l'anàlisi econòmica, es basa en la teoria del valor-treball, segons la qual el valor d'una mercaderia és equivalent a la feina que costaria de crear-ne una d'igual. Tot i que aquesta tesi era generalment acceptada a la seva època, l'autèntic terratrèmol polític que va causar l'obra de Marx ha propiciat la recerca d'altres interpretacions, fins al punt que ara és considerada una teoria antiquada i el principal error del marxisme.
Segons Marx, l'economia capitalista es caracteritza per ser la primera on els diners, en comptes de ser una eina per a aconseguir les mercaderies desitjades, es tornen una finalitat en ells mateixos. És a dir, originàriament el comerç seguia una lògica M-D-M', canviar la mercaderia M per la quantitat D de diners, i utilitzar aquests per comprar la mercaderia M'. Al capitalisme, però, es comença a fer servir l'esquema D-M-D', que significa la compra amb els diners D d'unes mercaderies M, que posteriorment es venen per la quantitat D' de diners, superior a D. La diferència entre D' i D és el que Marx anomenà plusvàlua.
Però, per tal que es pugui obtenir aquest benefici, no és possible simplement de revendre les mateixes mercaderies que abans s'havien comprat (aquests guanys resulten insostenibles i volàtils, de component especulatiu), sinó que han de sofrir un procés de transformació que incrementi el seu valor. Amb la teoria del valor-treball, això només és possible si hi intervé el treball humà.
Per tant, els capitalistes, per seguir l'esquema D-M-D', han de comprar l'única mercaderia de la qual disposa la classe obrera el –treball– i aportar aquelles que seran objecte de treball –el capital. D'aquí sorgeix una de les contradiccions del capitalisme, entre treball i capital, embrió de la seva pròpia destrucció.
Durant el procés de producció, el valor de les mercaderies de capital es transfereix íntegrament al producte final, i s'hi afegeix, a més, el valor de la feina socialment necessària per realitzar aquesta transformació. Aquesta feina, que els capitalistes "compren", suposa per als treballadors un salari, equivalent a la feina necessària per perpetuar la seva pròpia existència com a classe (és a dir, inclou aliment, educació, descendència, etc.). Això és el que Marx anomenà alienació en el treball.
Cada treballador necessita un determinat temps de feina per compensar aquest salari. A partir d'aquest punt comença el plustreball, que suposa un guany net per al capitalista que coincideix amb la plusvàlua. Aquest excedent és el que mou el capitalisme i la causa del seu formidable increment de la producció industrial.
El concepte anteriorment esmentat, de "socialment necessari", significa el temps mitjà que la societat necessita per obtenir una determinada mercaderia. Aquest terme va ser utilitzat per Marx per dos motius: primer, perquè era conscient que el treball innecessari no genera valor; i segon, perquè els capitalistes, per tal d'augmentar la seva taxa de benefici, sovint apliquen avanços tècnics que estalviaven treball. Això suposa que, durant un temps, poden vendre una determinada mercaderia a un preu molt superior al de la feina que per a ells suposa, fins que aquest mètode de producció es generalitza.
Però la progressiva substitució de força de treball per maquinària, que permet aquests guanys extraordinaris temporals, té a llarg termini un efecte depressiu sobre el benefici, cosa que ocasiona les crisis cícliques del capitalisme.
En substituir la força de treball per maquinària, s'incrementa la relació entre el capital que s'ha d'aportar i el benefici que s'obté del plustreball. Per aquest motiu, cada vegada menys capitalistes es troben en condicions de competir, es concentra la propietat, i s'augmenta la taxa d'explotació de la classe treballadora (és a dir, s'augmenten les hores de plustreball). Aquesta tendència aguditza les contradiccions del capitalisme, i té com a conseqüència inevitable que la classe treballadora s'aixequi contra la Burgesia, per apropiar-se dels mitjans de producció.
Després d'aquesta revolució inevitable, el proletariat implantaria una dictadura i gestionaria els mitjans de producció de forma col·lectiva a través d'un estat proletari. Ni Marx ni Engels concretaren la forma que tendria aquest nou sistema econòmic, cosa que duu a diverses diferències entre els corrents ideològics marxistes.

## Revolucions i governs inspirats en el marxisme

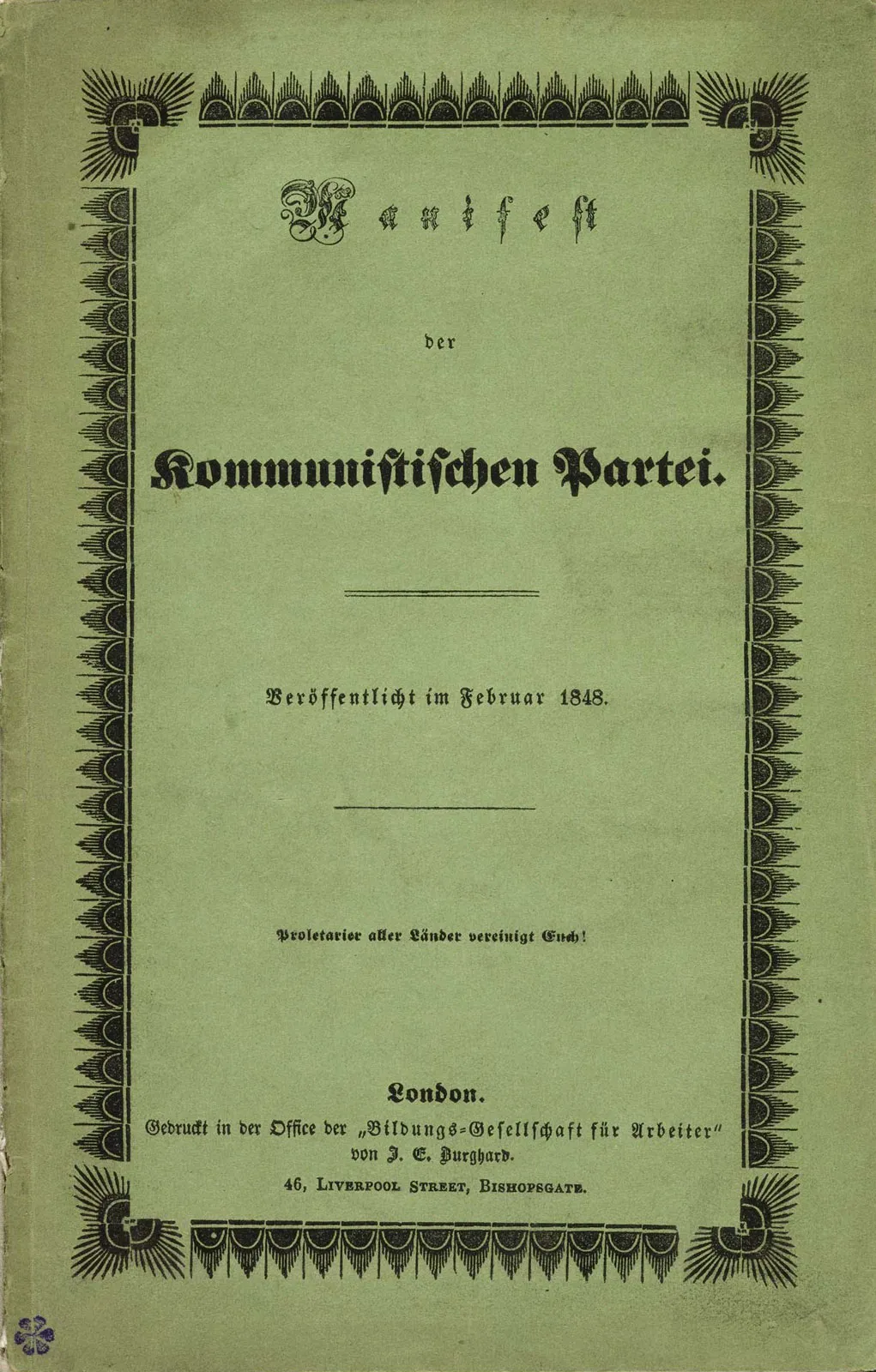
Primera edició del Manifest del Partit Comunista.

La Revolució d'Octubre de 1917, encapçalada pels bolxevics (les figures principals eren Vladímir Lenin i Lev Trotski) va ser el primer intent a gran escala de posar en pràctica les idees socialistes d'un Estat obrer.
Se succeeixen una altra sèrie de governs o dobles poders obrers de relativament breu durada, impulsats per revoltes proletàries amb activa participació dels partits comunistes locals, inspirats en el model de república de consells obrers. La majoria d'aquests són aixafats per les forces de la reacció capitalista dels diferents governs i potències burgeses i fracassen. Són el cas de la Revolució de novembre de 1918, encapçalada pels espartaquistes a Alemanya, la República Soviètica Hongaresa de 1919, la República Soviètica Bavaresa de 1919, el bienni vermell o moviment de consells de fàbrica al nord d'Itàlia de 1919 a 1920, el Soviet de Nàpols, la República Socialista Soviètica de Galícia a 1920, la República Popular Soviètica de Bukharà de 1920 a 1925, la República Socialista Soviètica de Pèrsia o República Soviètica de Gilan, de 1920 a 1921, etc.
Després de morir Lenin, Ióssif Stalin s'havia emparat d'una gran concentració de poder a les seves mans en el si del Partit Comunista i de l'Estat soviètic, el qual es va anar enfortint en detriment dels mateixos soviets (ja de per si debilitats durant la fam, la fallida econòmica i les massacres ocasionades per la Guerra Civil Russa). Fins a la seva mort, nombroses purgues es van viure a la URSS, sota consignes com ara la "lluita contra el trotskisme", "els sabotatges", o "els agents del feixisme", en què es va aconseguir desactivar els principals elements crítics del PCUS i la societat soviètica, molts d'aquests comunistes, testimonis directes de la Revolució i opositors en major o menor mesura a la deriva burocràtica i la concentració de poders que s'estava generant en si de la URSS, encarnada en una casta de funcionaris i buròcrates del partit, la divergència d'interessos respecte a la classe treballadora i el perill que comportaven per a la revolució obrera comencen a manifestar-se des de la primera meitat dels anys 20, ja en vida del mateix Lenin. Aquestes purgues només aconsegueixen enfortir el poder de la nova direcció del PCUS, encapçalada ara per Stalin, i aviat s'estendran a les seccions nacionals del Komintern, que, a escala internacional, comença a ser dirigit des del comissariat d'afers exteriors en Moscou.
Encara que van dur a terme petites aportacions teòriques al marxisme, Stalin i els seus seguidors es caracteritzen per haver donat cobertura ideològica als seus mètodes i posicionaments tàctics i polítics, encaminats a l'enfortiment del control sobre els mitjans de producció i administració de l'Estat per part de la burocràcia i direcció central del partit, a través de la falsificació o l'adaptació dels principis ideològics del marxisme i del leninisme als seus propis fins. Això derivarà en un sistema de govern i pensament formulat sota el nom de marxisme-leninisme i la teoria del socialisme en un sol país, també anomenat estalinisme, considerat pels seus crítics marxistes com un allunyament o distorsió dels postulats i principis de la tradició marxista i pensadors com Marx, Engels o Lenin; particularment insistents en aquesta postura són aquells corrents basats en els plantejaments de Trotski i Lenin (trotskisme) i les de l'anomenat comunisme d'esquerra, el marxisme llibertari o el comunisme de consells, també crítics en aquest sentit amb l'anomenat corrent del leninisme (i per tant el trotskisme). Arran de la mort de Stalin, aquesta burocràcia acaba per acaparar el poder i afermar-se en l'anomenada nomenklatura. Aquesta començarà a mitjà termini un procés de progressiva liberalització de l'economia, que culminarà amb la perestroika.
Al final de la Segona Guerra Mundial es va produir una expansió, per la via militar, del poder polític de la Unió Soviètica, que es va consolidar mitjançant l'establiment dels anomenats estats satèl·lits o del Pacte de Varsòvia, en els països de l'Est que van quedar sota la seva zona d'influència després dels acords de Ialta i de Potsdam. Aquests Estats van reproduir estructures polítiques i socials i tipus d'economia i de govern molt similars als de la Unió Soviètica. Van ser governats mitjançant la formació de Partits Comunistes, enquadrats en la Komintern, i adscrits a les fórmules del marxisme-leninisme oficial. Alguns dels partits adscrits a la Internacional Comunista que van arribar a formar-se per si mateixos, van aconseguir a la fi prendre el poder a través d'insurreccions guerrilleres i, en alguns casos, amb bastant suport popular, i establir un estat que seguia el model marxista-leninista oficial. Aquestes nacions comprenien a la Xina, Vietnam, Corea del Nord, Iugoslàvia, Albània, Etiòpia, Iemen del Sud, Angola, i altres. Després de la invasió militar per part del Vietnam de Kampuchea Democràtica, governada pels khmers rojos, un govern d'estructura similar a aquell serà establert en Cambodja.

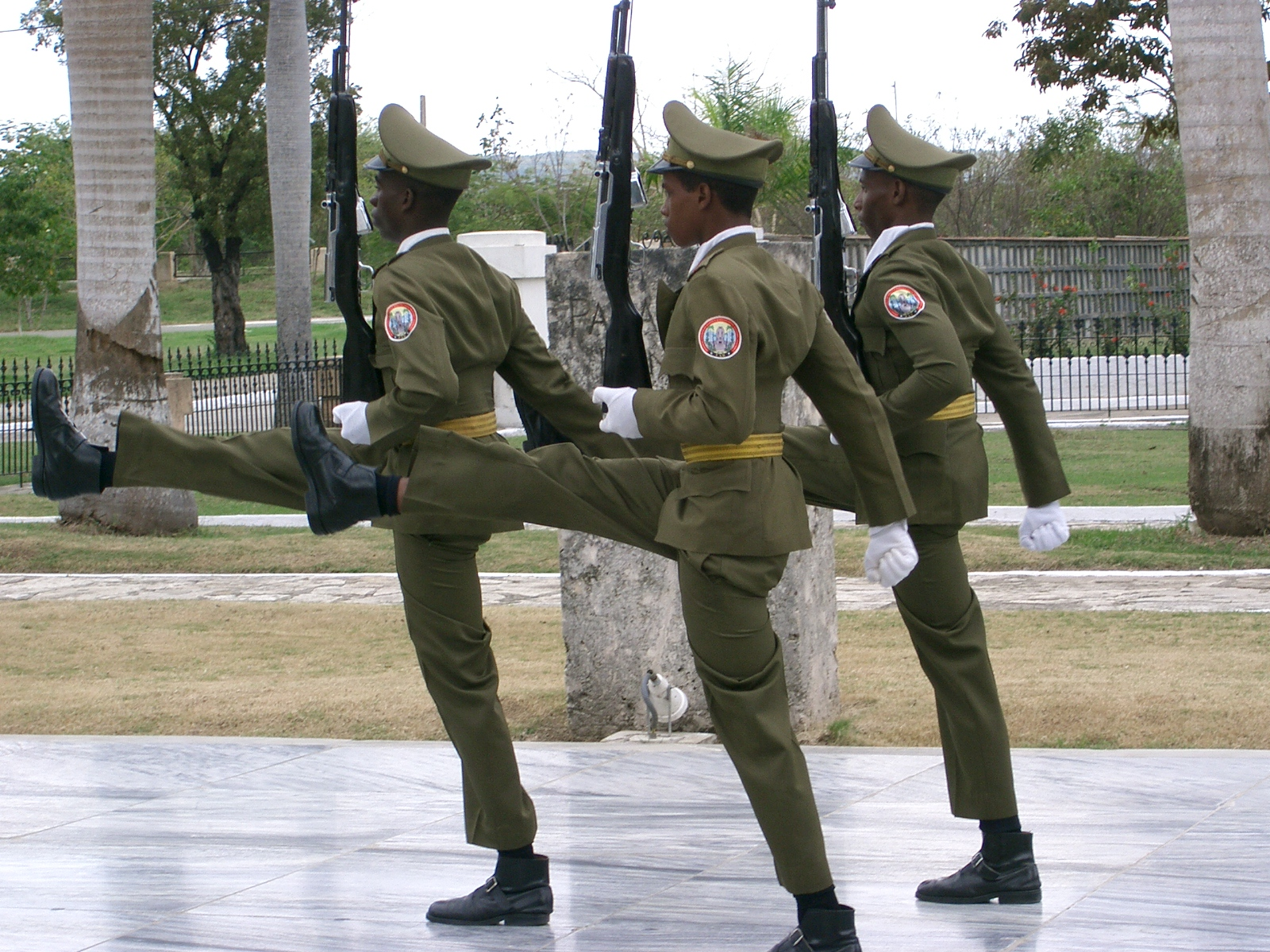
Membres de les Forces Armades Revolucionàries de Cuba

A Cuba després de la promulgació de la constitució socialista de 1976, la República de Cuba es va definir com a república socialista. Aquesta constitució va ser reemplaçada per la constitució socialista de 1992, la constitució actual, que declara que es basa en les idees de José Martí, i les idees polítiques de Karl Marx, Friedrich Engels i Lenin. La constitució també descriu el paper del Partit Comunista de Cuba (PCC) com l'"avantguarda organitzada de la nació cubana" i la "força dirigent superior de la societat i de l'Estat que organitza i orienta els esforços comuns cap als elevats fins de la construcció del socialisme i l'avanç cap a la societat comunista". El primer secretari del Partit Comunista, Fidel Castro, que va ser primer ministre de 1959 a 1976, i després president fins al 2008. El seu germà, Raúl Castro, és el segon secretari del partit, i alhora el president del Consell d'Estat de Cuba i l'actual president de la República. El president de Cuba és elegit per l'Assemblea Nacional, per un mandat de cinc anys, amb reelecció indefinida. La potestat legislativa recau sobre l'Assemblea Nacional del Poder Popular, l'òrgan suprem de poder amb 609 membres electes per un mandat de cinc anys. La Cort Suprema de Cuba és la branca judicial més elevada del govern, i la cort d'últim recurs per a les apel·lacions de les corts provincials.
A Xile el govern de la Unidad Popular, encapçalat per Salvador Allende, que va durar des de 1970 fins al cop d'estat de 1973, tenia una forta inspiració marxista. Si bé va canviar radicalment les formes de lluita conegudes en concretar un govern per la via electoral, la revolució a la xilena buscava la transformació de la societat amb mires cap al socialisme. Al mateix temps, la coalició que va portar Allende al govern estava construïda sobre la base de la unió del Partit Comunista i el Partit Socialista, ambdós declarats marxistes-leninistes en aquest temps.
El 1991, la Unió Soviètica es va dissoldre i el nou Estat rus ja no es va identificar amb el marxisme. Altres nacions del món van seguir el mateix camí. Avui dia el socialisme científic ha deixat de ser una força política prominent en la política mundial. A la Xina, on governa el Partit Comunista Xinès, van abandonar el marxisme el 1978 essent substituït pel capitalisme, el que s'anomenaria un estat capitalista on el control ferri de l'economia està en mans de l'Estat.
Des del començament de la democràcia a Espanya, el 1974, el PSOE es va presentar a les eleccions com un partit marxista, proclamant-se primera força d'oposició en el govern fins que el 1982, amb Felipe González al cap, van abandonar la seva postura marxista, guanyant les eleccions.
A Catalunya el 23 de juliol de 1936 en el Bar del Pi a Barcelona va ser fundat el Partit Socialista Unificat de Catalunya (PSUC) com a resultat de la fusió de la Unió Socialista de Catalunya, del Partit Comunista de Catalunya, el Partit Català Proletari i la Federació Catalana del PSOE. La idea de la fusió de les forces obreres en un sol partit pren força a partir del desenllaç dels fets del sis d'octubre de 1934 i de l'experiència unitària de les aliances obreres. Constituïda una comissió d'enllaç, acorden els principis del PSUC: partit nacional i de classe, d'ideologia marxista-leninista i adscrit a la Internacional Comunista, essent el primer cop que aquesta accepta dos membres d'un mateix estat. Va ésser escollit com a secretari general Joan Comorera, i va establir la seva seu central a l'Hotel Colón, requisat pel sindicat UGT, a la cèntrica Plaça Catalunya de Barcelona. Durant la guerra civil va formar part del govern de la Generalitat, en aplicació de la seva consigna d'unitat de forces antifeixistes. El PSUC i la Generalitat van perseguir el Partit Obrer d'Unificació Marxista (POUM), i alguns grups anarquistes per la seva participació a rebel·lió de maig de 1937 a Barcelona. En l'exili francès col·laboraren en la resistència contra l'ocupació nazi, i alguns dels seus dirigents, com Josep Miret i Musté, moriren en camps de concentració.

## Marxismes i religió
El marxisme ha sigut tradicionalment oposat a totes les religions. Marx va escriure respecte d'això que la religió és l'opi del poble (el text complet: "La misèria religiosa és, d'una banda, l'expressió de la misèria real i, per l'altra, la protesta contra la misèria real. La religió és el sospir de la criatura oprimida, el cor d'un món sense cor, així com és l'esperit d'una situació sense esperit. És l'opi del poble.")
. El fonament filosòfic del rebuig de la religió ha sigut desenvolupat pel materialisme dialèctic d'autors com Engels i Lenin.
En tot cas, hi ha hagut diversos teòrics autodenominats marxistes que consideren que ser marxista i religiós és compatible. Dins d'ells es pot assenyalar l'irlandès James Connolly, diversos autors dins de la teologia de l'alliberament com Camilo Torres.
Però la crítica teòrica cap a qualsevol religió es basa en el fet que és concebuda com el resultat de la producció de la superestructura de la societat, és a dir, de la fabricació d'idees ideològiques que es fa una societat sobre els seus propis modes de producció econòmics. Així, la religió sempre és una concepció d'idees polítiques que tendeixen a reafirmar l'estructura econòmica existent.
Els textos marxistes on es pot trobar informació sobre la concepció marxista de la religió són: La ideologia alemanya de Karl Marx i Federico Engels i La Filosofia com a arma de la revolució de Louis Althusser. Marx descriu a la religió com un ens alienador, el qual li posa com a meta aconseguir a Déu, situació impossible per a un humà perquè Déu és l'essència humana és a dir la humanitat li ha donat les seves millors característiques a Déu. La religió fa conformista l'home i l'obliga a no lluitar en aquest món, perquè aquest és només un preludi del vertader.

## La crítica liberal
Els membres de l'escola austríaca van ser els primers economistes liberals a criticar sistemàticament l'escola marxista. Això va ser, en part, una reacció a la Methodenstreit (controvèrsia sobre la qüestió del mètode), quan van atacar les doctrines *hegelianas de l'escola històrica. Encara que molts autors marxistes han intentat presentar a l'escola austríaca com reacció burgesa a Marx, tal interpretació és insostenible: Carl Menger va escriure els seus Principis d'economia gairebé al mateix temps que Marx completava El capital. Els economistes austríacs van ser, no obstant això, els primers a enfrontar-se directament amb el marxisme, ja que ambdós tractaven d'assumptes com els diners, el capital, els cicles econòmics i els processos econòmics. Eugen von Böhm-Bawerk va escriure crítiques extenses de Marx en els anys 1880 i 1890, i diversos marxistes prominents (com Rudolf Hilferding) van assistir al seu seminari en 1905-1906.
Posteriorment va existir un debat entre Ludwig von Mises (deixeble de Böhm-Bawerk), qui considerava que el socialisme era impossible, ja que no existia un mercat que determinés els preus, i Oskar Lange, qui defensava una economia socialista amb un mercat estatal en la qual els preus fossin determinats segons un mètode d'assaig i error, fins a trobar un preu adequat. La crítica de Mises al marxisme es va estendre a la metodologia d'interpretació històrica amb la seva crítica al polilogismo classista. El debat entre ambdós economistes va continuar durant diversos anys, fins que Oskar Lange va afirmar que Von Mises tenia raó. No obstant això, anys després va tornar a modificar el seu punt de vista, i va defensar l'economia soviètica assimilant l'aporti de Von Mises a l'anàlisi de l'acció humana: la praxeología. La resposta austríaca als arguments d'Oskar Lange es va veure completada amb l'anàlisi de Friedrich Hayek.
Diversos autors marxistes han ofert en els anys posteriors respostes als arguments liberals. Mentre que alguns defensen models de socialisme de mercat més refinats que el d'Oskar Lange (per exemple, David Schweickart), uns altres consideren àdhuc que és possible establir una economia socialista sense mercat. En aquest últim grup es pot diferenciar entre els quals sostenen que el mètode de càlcul en el socialisme ha de realitzar-se segons la teoria del valor treball i els quals sostenen que el valor treballo només existeix en les societats capitalistes. Actualment la crítica més refinada de l'escola austríaca al socialisme en totes les seves variants ha estat realitzada per Jesús Horta de Soto en el seu llibre Socialisme, càlcul econòmic i funció empresarial.
També existeix un grup de socialistes que han donat el seu suport al lliure mercat entre productors. Proposen un socialisme sense planificació colectivista mitjançant la combinació d'individualisme i supressió de la propietat privada lockeana. Els seus representants, diversos precursors o representants del mutualisme, són Thomas Hodgskin, Pierre-Joseph Proudhon, Benjamin Tucker, Silvio Gesell, Franz Oppenheimer, i Kevin Carson.

## Corrents marxistes
- Socialisme és el cos teòric central del moviment obrer europeu a partir de la segona meitat del segle xix, nascut de la I Internacional (o AIT), amb una plantejament que defensava la participació política de la classe obrera en partits. Marx anomenà el corrent de Socialisme que estava forjant Socialisme científic. El Socialisme marxista fou una tendència en constant construcció i revisió.
- Austromarxisme és un terme emprat a partir de 1914 per anomenar a una generació de teòrics marxistes austríacs. Van formar part d'aquest moviment teòrics com Max Adler, Otto Bauer i Rudolf Hilferding. Eren partidaris de desenvolupar una teoria política que s'allunyàs del reformisme en el que s'havia submergit una part important de la socialdemocràcia, però alhora estaven lluny de la concepció leninista del partit i de la revolució.
- Leninisme és el conjunt d'aportacions polítiques, econòmiques i filosòfiques desenvolupades pel líder bolxevic Vladímir Lenin dins del marxisme. Una de les aportacions més importants de Lenin va ser la qüestió de l'organització comunista. Argumentava que la lluita econòmica del proletariat només el portaria a adquirir una ideologia sindicalista i que la consciència marxista i revolucionària havien de ser introduïdes des de fora. A més, plantejava que la classe obrera, per dur a terme la seva activitat revolucionària, hauria de comptar amb un destacament d'avantguarda que dirigís la seva lluita, el Partit Comunista. Segons Lenin, els objectius del partit només podrien ser assolits a través d'una forma d'organització disciplinada coneguda com a centralisme democràtic. El Leninisme manté que l'imperialisme és l'estadi més alt del capitalisme, i que el capitalisme només pot ser vençut a través dels mitjans revolucionaris (qualsevol intent de reformar el capitalisme està destinat al fracàs). Lenin creia en la destrucció de l'Estat capitalista a través de la revolució proletària, i en reemplaçar aquest Estat per la dictadura del proletariat (un sistema de democràcia dels treballadors, en el qual els treballadors tindrien el poder polític a través de consells anomenats soviets).

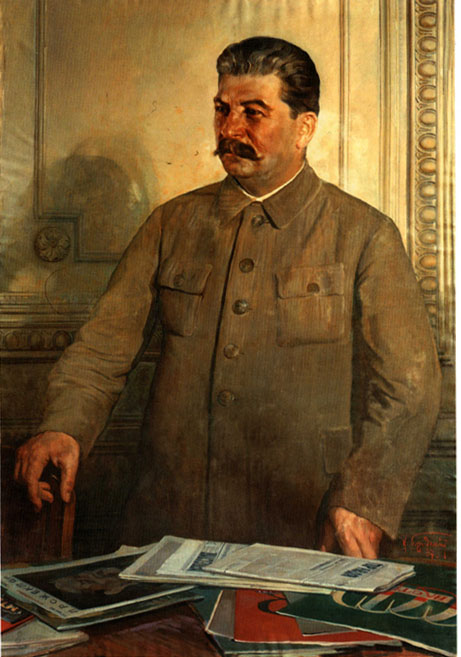
Ióssif Stalin

- Trotskisme en termes generals, representa una contraposició a la visió que va aplicar Stalin de marxisme-leninisme i les seves teories sobre el "socialisme en un sol país" i la "revolució per etapes". S'acompanya, com a principal motor teòric i polític, del Programa de Transició i de la Teoria de la revolució permanent. Busca, en aquest desenvolupament, reconduir el procés revolucionari soviètic. Un dels seus pilars fonamentals és la teoria de "la Revolució Permanent" descrita en el llibre del mateix nom de Lev Trotski. Un altre dels documents fonamentals és el Programa de Transició, escrit també per Trotski com a base programàtica de la naixent IV Internacional, fundada el 1938. Una de les seves anàlisis per entendre l'evolució capitalista en els països colonials i semicolonials va ser la teoria del desenvolupament desigual i combinat. Trotski va defensar mesures que buscaven acabar amb el burocratisme dins del Partit Comunista de la Unió Soviètica (PCUS), com la rotació de càrrecs i una major concreció de les tesis leninistes del centralisme democràtic, aplicades a l'estructura i organització internes del partit. Va fer aportacions teòriques sobre el feminisme i l'art, i va defensar l'aprofundiment econòmic en el socialisme a través de plans quinquennals, que posteriorment serien aplicats per Stalin.
- Luxemburguisme es refereix al moviment marxista revolucionari creat per Rosa Luxemburg i Karl Liebknecht, conegut pel nom de Lliga Espartaquista, que es caracteritzava pel seu rebuig total de la guerra de 1914 i la seva defensa de la democràcia obrera enfront de la visió militarista del partit que atribuïen a Lenin. La frase de Karl Marx l'emancipació dels treballadors serà obra dels treballadors mateixos era el punt de partida de les seves idees.
- Estalinisme és el terme utilitzat per referir-se a l'etapa històrica de Ióssif Vissariónovitx Djugaixvili a la Unió Soviètica. El terme ha estat utilitzat per opositors polítics i pensadors crítics amb la figura de Stalin (lligats en gran manera, encara que no necessàriament, a la tradició marxista i comunista), en referència a un tipus de govern o règim de característiques hiperpresidencialistes, sovint identificat amb el bonapartisme. Així mateix, i per extensió, amb ell se solen referir al conjunt de sistemes polítics amb elements comuns o afins als desenvolupats o implementats durant el mandat de Stalin, associats per aquests a Estats obrers degradats, és a dir, que van experimentar una sèrie de transformacions o deformacions burocràtiques que van reproduir en el seu si noves situacions de dominació i contradicció de classes, el que els converteix en radicalment oposats a la filosofia autogestionària i democràtica del socialisme i les propostes o pràctiques dutes a terme per referents com Lenin i el partit bolxevic.
- Maoisme o Pensament Mao Tse Tung, també anomenat Marxisme-leninisme-Maoisme (MLM), és la teoria desenvolupada per Mao Zedong (1893-1976). A la Xina és la doctrina oficial del Partit Comunista Xinès. No obstant això, després de les reformes iniciades per Deng Xiaoping a 1978, tendents a una economia de mercat, el socialisme amb característiques xineses ha estat la política aplicada al país, i la definició oficial i el rol del Pensament de Mao Zedong en aquest país ha estat radicalment modificat, encara que la seva imatge encara presideix la Plaça de Tiananmen de Pequín. El terme maoisme mai ha estat emprat oficialment pel Partit Comunista de la Xina, excepte com a paraula derivada. El terme preferit ha estat sempre Pensament Mao Tse Tung. De la mateixa manera, alguns partits maoistes fora de la Xina es denominen de vegades a si mateixos com marxistes-leninistes i Pensament Mao, la qual cosa reflecteix la seva idea que Mao no va modificar substancialment els plantejaments de Lenin, sinó que els va desenvolupar i va adaptar a la Revolució xinesa.

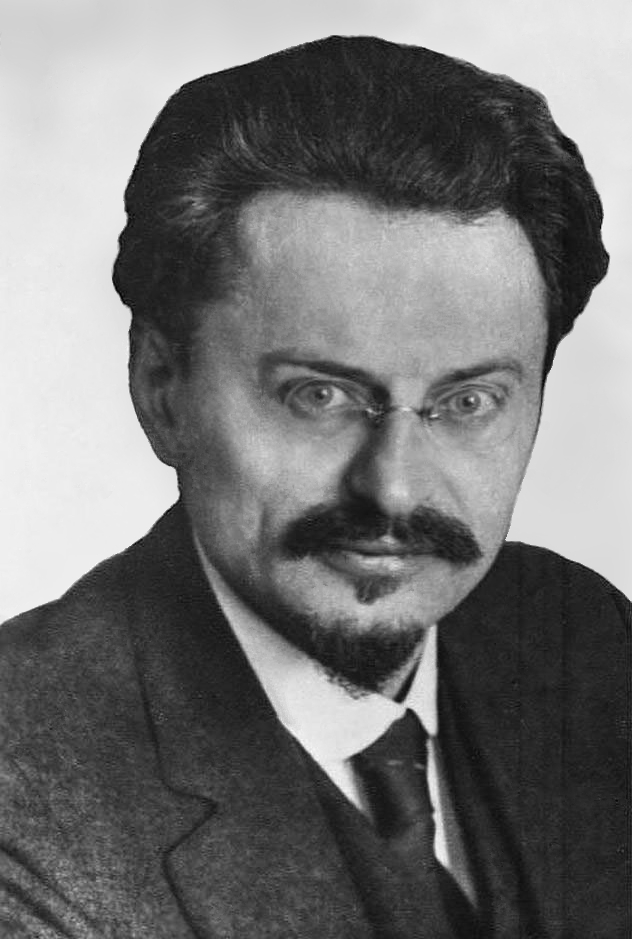
Lev Trotski

- Juche és la base ideològica de la República Democràtica Popular de Corea. Una frase atribuïda al polític Kim Il-sung defineix Juche de la manera següent: En poques paraules, la idea Juche significa que els propietaris únics de la revolució i la construcció posterior són les masses. El pensament Juche és un sistema filosòfic i ideològic la formulació s'atribueix al president Kim Il-sung i el desenvolupament s'atribueix a l'actual líder nord-coreà Kim Jong-il. Segons alguns sectors comunistes, el Juche suposa una desviació del leninisme, del qual sorgeix amb l'objectiu d'adaptar-se a la cultura coreana i les necessitats del mateix govern. La principal idea és que l'home i la dona són els responsables de les seves destinacions. Aquesta màxima en un sistema revolucionari trasllada al conjunt de persones que componen les masses populars l'autoria de la revolució i el seu desenvolupament. D'aquesta manera, cada coreà té la seva part de responsabilitat en el destí de la col·lectivitat. La revista nord-coreanaKorean Reviewassenyala que Juche vol dir adoptar el paper de mestre de la revolució i reconstrucció del teu propi país. Això significa un procedir independent i creatiu de cada un per tal d'adaptar les solucions als problemes que puguin aparèixer en el procés de revolució i construcció. Així s'explica la principal aplicació pràctica d'aquesta teoria.
- Nacional-bolxevisme és una variant nacionalista del marxisme-leninisme, que es considera com una teoria que s'emmarca en el socialisme nacionalista i que lluita principalment contra el liberalisme capitalista, tant en la seva visió econòmica com social. En l'actualitat té moviments actius sobretot a Rússia com el Partit Nacional Bolxevic fundat i dirigit per Eduard Limonov (i la seva escissió anomenada Front Nacional Bolxevic de Rússia, que es va separar per l'acostament de Limonov cap al Front d'Unió Civil de l'exescaquista Gari Kasparov) i a Alemanya, així com en altres països europeus entre els quals es troba Espanya, amb el Partit Nacional Bolxevic d'Espanya (PNBE) i el Front Nacional Bolxevic, aquest últim fidel al corrent que intenta reconciliar nacional-bolxevisme amb els principis nacional-revolucionari sí que proposa la ruptura amb el PNB Limonov.
- Comunisme de consells és un corrent proletari-revolucionari sorgida en l'àmbit de l'esquerra comunista germano-holandesa dels anys 1920-1930. El seu punt de diferenciació i ruptura amb la socialdemocràcia i el leninisme està en la crítica dels models tradicionals de partits i polítiques comunistes. La formulació primerenca de la teoria comunista-consellista va ser portada a terme per Anton Pannekoek i Otto Rühle, en el transcurs de la revolució alemanya. Un teòric de consells posterior i més jove però no menys important va ser Paul Mattick.
- Marxisme autònom sorgit des de l'esquerra política i és en alguns casos part de les interpretacions del marxisme llibertari (principalment) i arriba a coincidir amb alguns postulats de l'anarquisme. Promou un desenvolupament democràtic i socialitzant del poder polític, la democràcia participativa, l'horitzontalitat, i una constant adequació de les estratègies i tàctiques a les realitats concretes de cada espai. Es caracteritza per criticar i evitar l'avantguardisme i el burocratisme dels partits i els sindicats d'esquerra clàssics des d'un discurs anticapitalista i antiestatista. Això apunta a analitzar, criticar i evitar en la vivència la determinació de les estructures de poder de la societat capitalista i estatal per a així crear una autodeterminació de la vida que es basi en la capacitat positiva i productiva dels sectors subalterns dins de la modernitat i així també determinar a la societat. Els seus partidaris solen ser anomenats "autònoms" o "autonomistes". També hi ha la tendència important d'emfasitzar la política prefigurativa, o aquella que en acció ja conté les formes socials que voleu siguin la norma de la societat. Així també la idea relacionada amb la possibilitat d'experimentació social i rebel·lia en l'ara i, per tant, la crítica a les visions que miren al món millor només capaç de fer-se realitat després de realitzar la revolució.
- Freudomarxisme és un intent de síntesi entre la psicoanàlisi freudià i el marxisme, sent els seus representants principals Wilhelm Reich i Herbert Marcuse. Posteriorment es donaran nous intents per conjugar les dues posicions especialment des de la dècada dels setanta.
- Situacionisme seria la denominació del pensament i la pràctica en la política i les arts inspirada per la Internacional Situacionista (1957-1972), si bé el substantiu situacionisme sol ser rebutjat pels autors d'aquest. Aquest corrent, el plantejament central és la creació de situacions, va emergir a causa d'una convergència de plantejaments del marxisme i de l'avantguarda com la Internacional Lletrista i el Moviment Internacional per una Bauhaus Imaginista (MIBI). El 1968 el moviment va proposar el comunisme consellista com a ordre social ideal.
- Neomarxisme va ser una escola del segle xx que es remunta als primers escrits de Karl Marx abans de la influència d'Engels, que es va enfocar a l'idealisme dialèctic més que en el materialisme dialèctic, rebutjant així el determinisme econòmic percebut en Marx més endavant, preferint enfocar-se en una revolució psicològica, més cultural que política. Molts neomarxistes com Herbert Marcuse van ser sociòlegs i psicòlegs. Estava lligat als moviments estudiantils dels 60. El neomarxisme ve sota el lideratge del pensament de la Nova Esquerra. El neomarxisme també s'utilitza sovint per a descriure l'oposició a desigualtats experimentades per països en vies de desenvolupament en el nou ordre econòmic internacional. En un sentit social, el neomarxisme afegeix l'enteniment més ampli de Max Weber sobre la desigualtat social, en conceptes com ara l'estatus i el poder, a la filosofia marxista.
- Escola de Frankfurt és el nom amb el qual és coneguda la tendència filosòfica representada per un conjunt de pensadors alemanys agrupats entorn de l'Institut für Sozialforschung de Frankfurt, creat el 1922 a la Universitat de Frankfurt del Main. El projecte de l'Institut consistia a renovar la teoria marxista de l'època, posant l'accent en el desenvolupament interdisciplinari i en la reflexió filosòfica sobre la pràctica científica, i va agrupar estudiosos d'altra banda molt diferents. Va ser la primera institució acadèmica d'Alemanya que va abraçar obertament el marxisme; es va traslladar a l'exili estatunidenc durant el règim nazi, per a tornar a Frankfurt després de la victòria aliada. Encara que l'Institut continua actiu avui sota la direcció d'Axel Honneth, habitualment es considera Jürgen Habermas l'últim membre de l'Escola de Frankfurt pròpiament dita.